# شیخ جکسون
شیخ جکسون (عربی: شیخ جاکسون) یک فیلم به کارگردانی عمرو سلامه است که در سال ۲۰۱۷ منتشر شد.
پیش نمازی که شهره است به اشک ریختن و زار زدن به هنگام برپایی نماز، با مرگ مایکل جکسون- کسی که در نوجوانی می‌پرستید و لباس‌هایی شبیه به او می‌پوشید و به مانندش می‌رقصید- متحول شده و به هنگام نماز در مسجد سر برمی‌گرداند و در تخیل اش نمازگزارانی را می‌بیند که همه با هم در کنار هیبتی شبیه به مایکل جکسون به جای نماز در حال رقص هستند.
دورفیلم با حرف‌های این شیخ در برابر یک روانشناس شروع می‌شود؛ روانشناسی که بعداً می‌فهمیم این شیخ در اولین برخورد از او می‌خواهد که حجاب به سر کند. او به روانشناس می‌گوید که دیگر به هنگام نماز نمی‌تواند گریه کند.
فیلم قصه مردی را روایت می‌کند که به مانند غالب تندروها، می‌خواهد گذشته‌اش را انکار کند و از آن بگریزد. حضور گذشته در حال و ارتباط آن در درون این شخصیت به مسئله اصلی فیلم بدل می‌شود. نقطه تردید برای این مرد، زمانی است که رادیو خبر مرگ مایکل جکسون را می‌دهد.
نوع نگاه فیلمساز به این شخصیت به راحتی می‌توانست فیلم را به یک اثر شعاری بدل کند، اما- با آن که قطعاً موضع فیلمساز قابل حس است و او سعی ندارد تنها ناظر باقی بماند- با فیلم نسبتاً هوشمندانه‌ای روبرو هستیم که قصد ندارد تنها با سوژه جنجالی‌اش مطرح شود.
بین هرچند معمولاً با فاصله می‌ایستد، اما در چند صحنه به شدت با احوال درونی شخصیت درگیر می‌شود؛ از جمله صحنه تردید او در تراشیدن ریش.
فیلم اما با یک صحنه رقص به پایان می‌رسد؛ با یک پیام روشن علیه بنیادگرایی و تلاش برای پذیرش زندگی در دنیای امروز با همه ابعادش.